# ꬳ
Cette page contient des caractères spéciaux ou non latins. S’ils s’affichent mal (▯, ?, etc.), consultez la page d’aide Unicode.
ꬳ (uniquement en minuscule), appelé E barré ou E barré horizontalement, est une lettre additionnelle de l’alphabet latin qui est utilisée dans certaines transcriptions phonétiques. Elle n’est pas à confondre avec le e barré diagonalement ‹ Ɇ ɇ ›.

## Utilisation
Dans l’Atlas Linguarum Europae et l’Atlas linguistique roman, ‹ ꬳ › représente une voyelle moyenne-haute centrale non arrondie, (notée [ɘ] avec l’alphabet phonétique international).
Dans plusieurs volumes de l’Historisches Ortsnamenbuch von Bayern, ‹ ꬳ › représente une voyelle mi-fermée centrale non arrondie, ‹ e › représentant une voyelle mi-fermée antérieure non arrondie et la barre inscrite représentant la centralisation,, dans la variante de la transcription phonétique Teuthonista utilisée. Par exemple dans la prononciation du toponyme Leibi ‹ lꬳįbį ›. Il peut aussi être combiné avec d’autres signes diacritiques pour modifier la voyelle représentée, par exemple avec l’ogonek pour une voyelle plus ouverte comme dans le toponyme Altenberg ‹ aldǝbꬳ̨rg ›.
Le e barré est aussi parfois utilisé dans la transcription Teuthonista du Tiroler Dialektarchiv, par exemple dans la transcription phonétique du dialecte de Barwies de holtslegge (Holzstoß, « tas de bois »), ‹ họltʃlẹkꬳ̨ ›.
Le e barré est parfois utilisé en trique de Chicahuaxtla à la place du E tréma ‹ ë › représentant une voyelle moyenne centrale /ə/.

## Représentations informatiques
L’e barré horizontalement peut être représenté avec les caractères Unicode (Latin étendu E) suivants :
| formes    | représentations | chaînes de caractères | points de code | descriptions                                    |
| --------- | --------------- | --------------------- | -------------- | ----------------------------------------------- |
| minuscule | ꬳ               | ꬳ                     | U+AB33         | lettre minuscule latine e barré horizontalement |